# ویلیام ادوارد فرانک بریتن

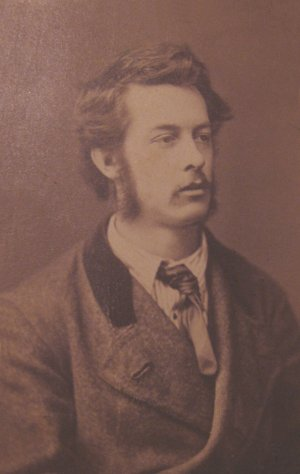
پرتره‌ای از خود.

ویلیام ادوارد فرانک بریتن (زاده ۱۸۴۸ یا ۱۸۵۷ و درگذشته ۱۹۱۶ میلادی) طراح و نقاش بریتانیایی بود. آثار او از سبک هنر ویکتوریایی تا سبک انجمن برادری پیشارافائلی متفاوت بود. مجموعه‌ای از طراحی از ویلیام ادوارد فرانک بریتن موجود است که بر پایه اشعاری از آلفرد تنیسون طراحی شده است.

## نگارخانه

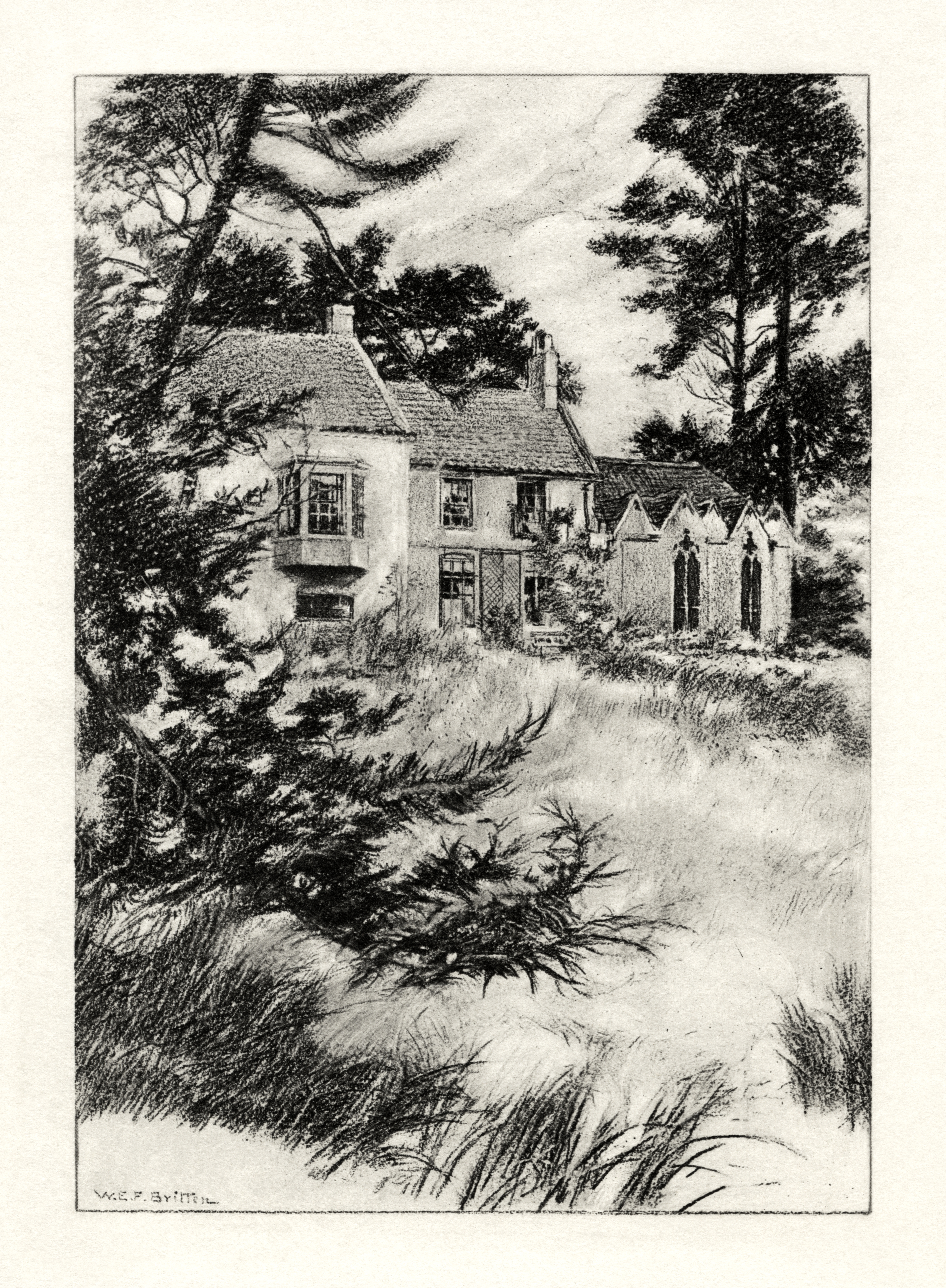
باغی در سامرزبای رکتوری
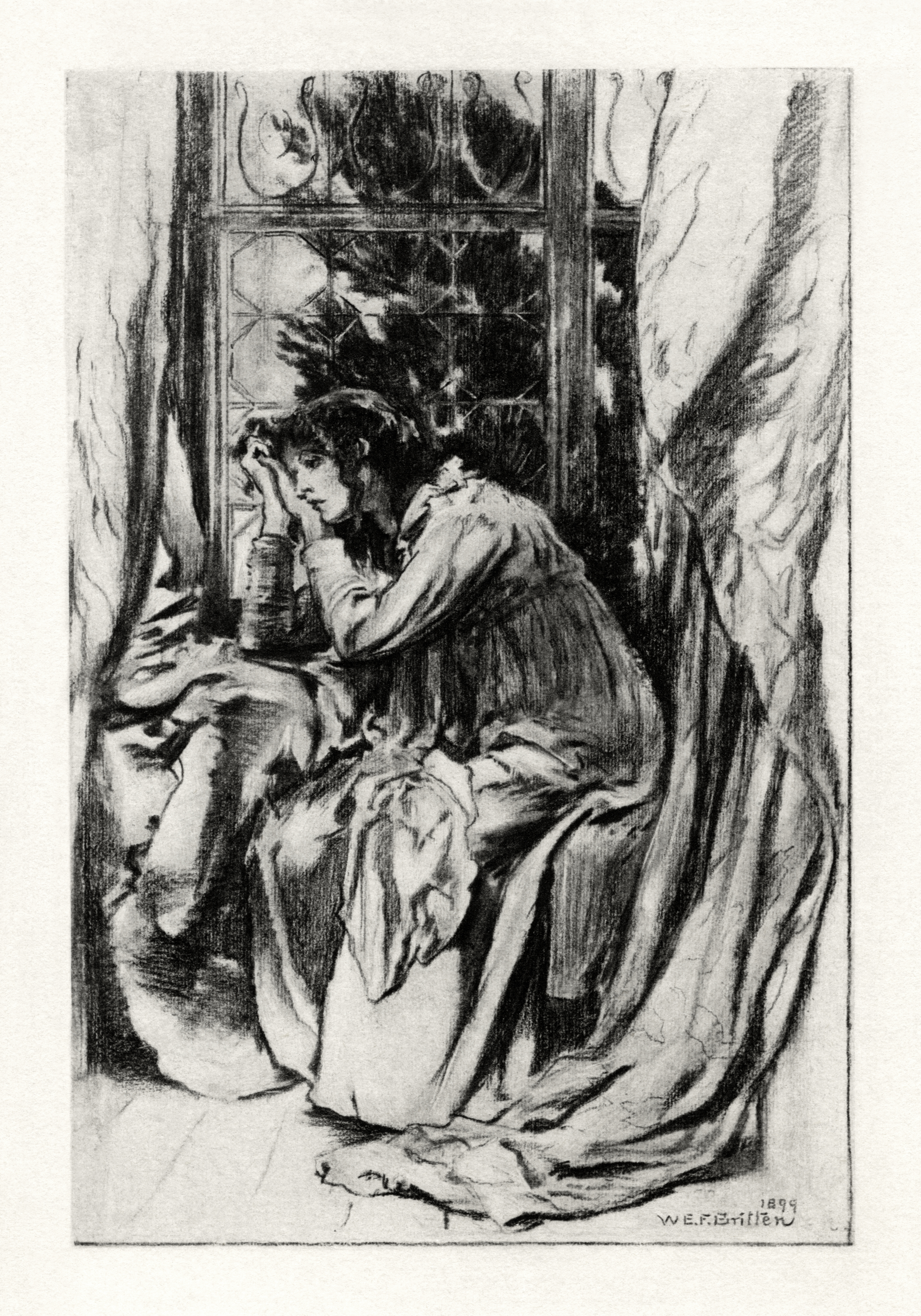
ماریانا
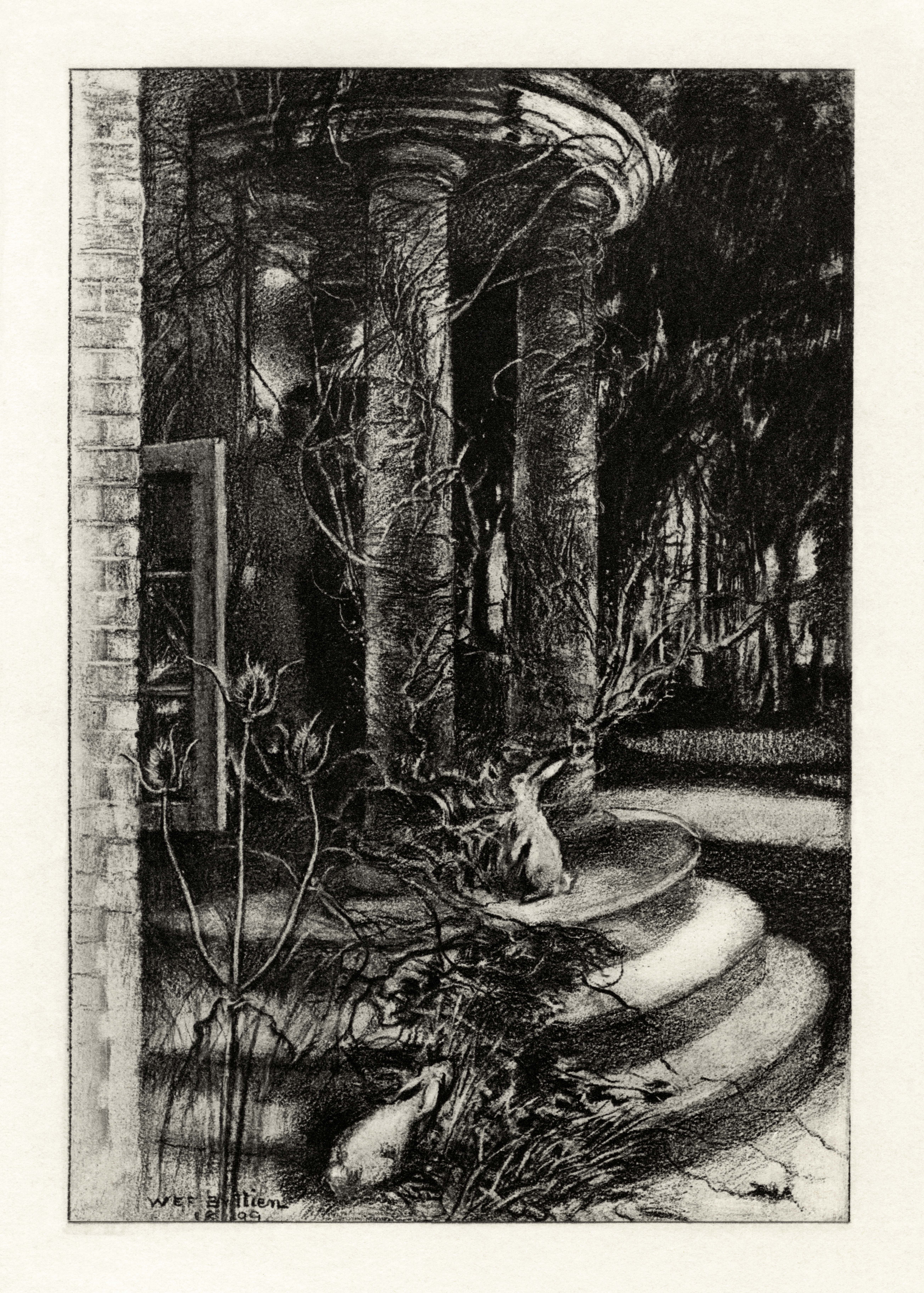
خانه متروک
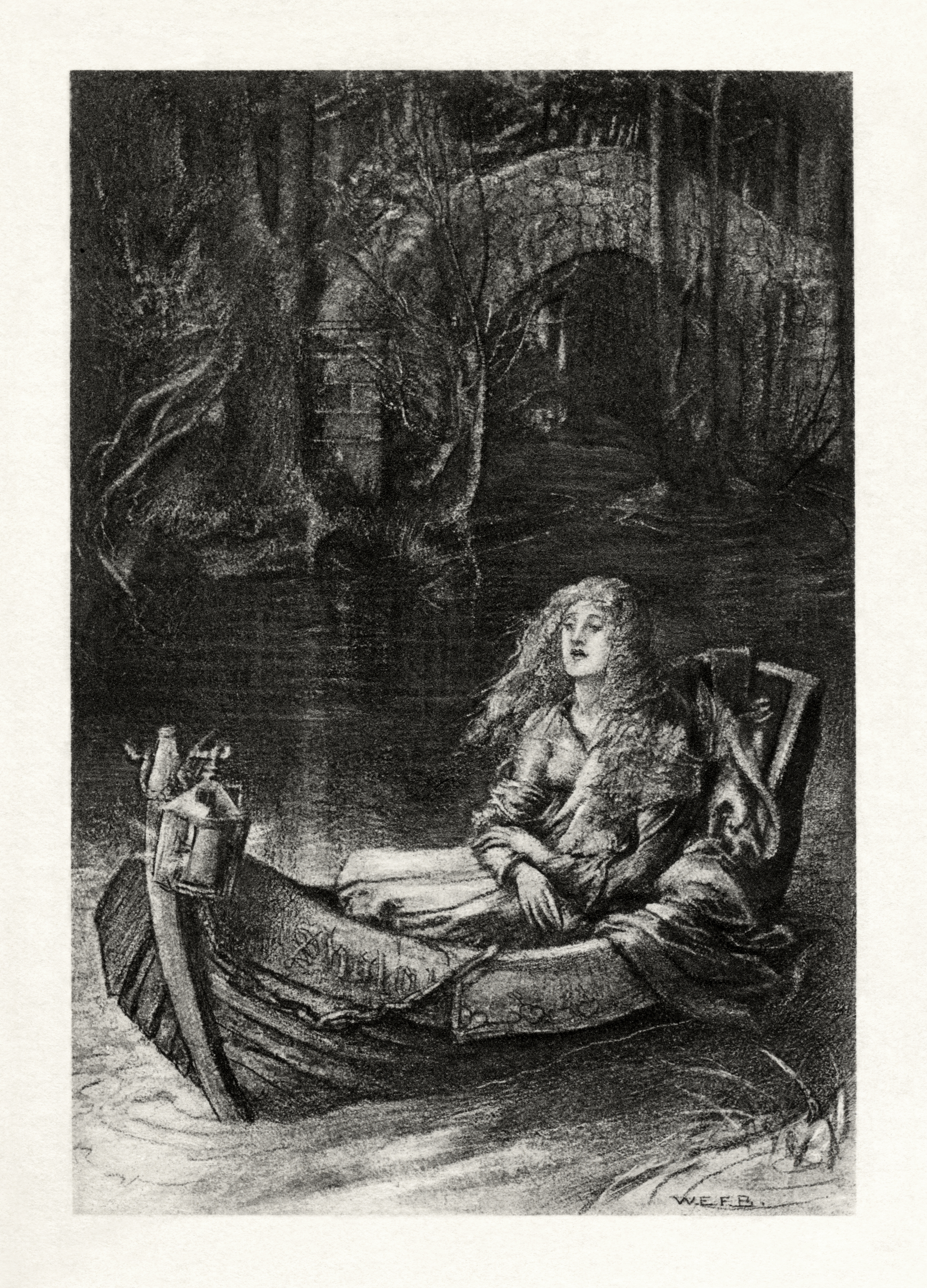
بانوی شالوت
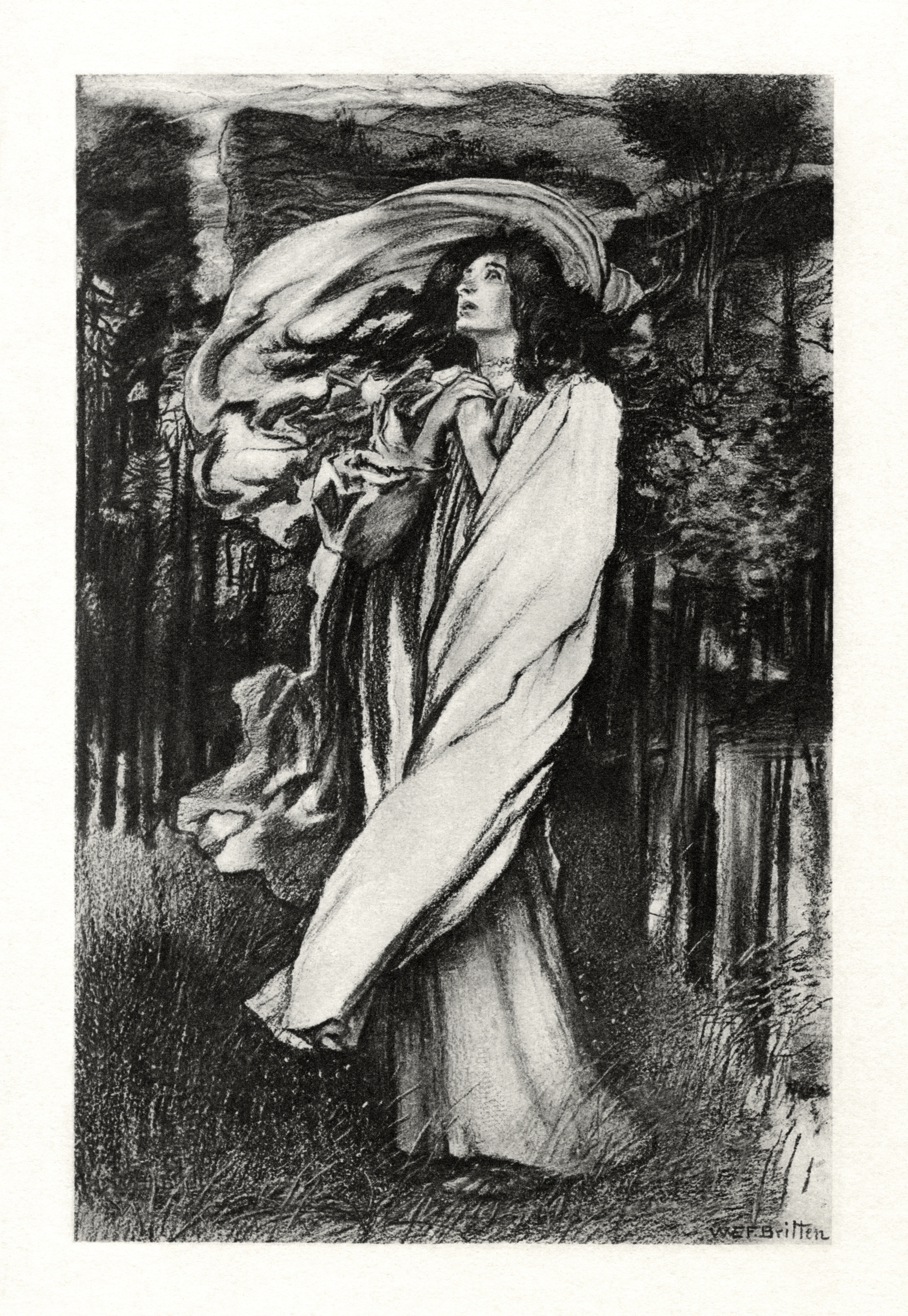
اینونی
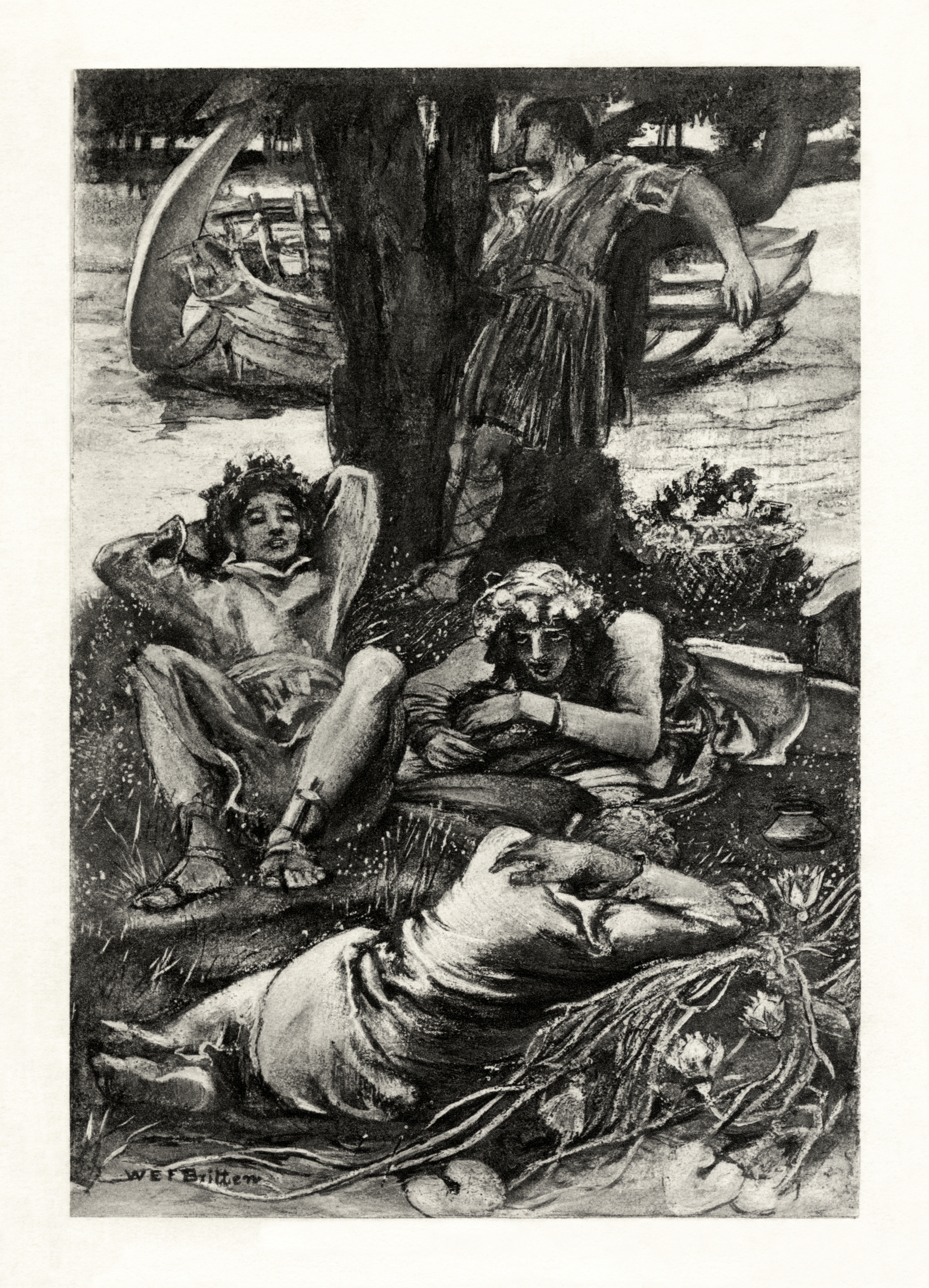
لوتوس ایترز
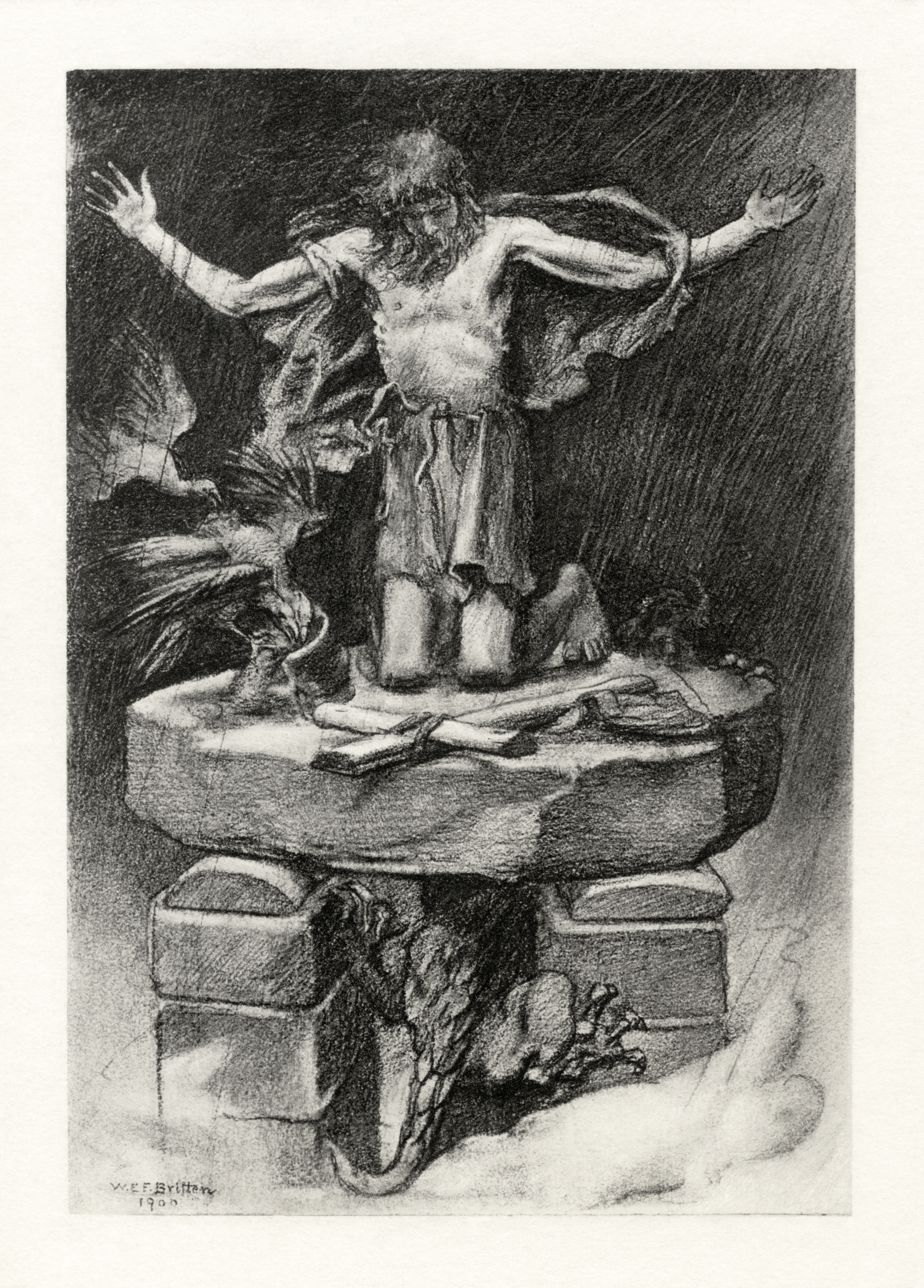
سایمون استالیتز مقدس
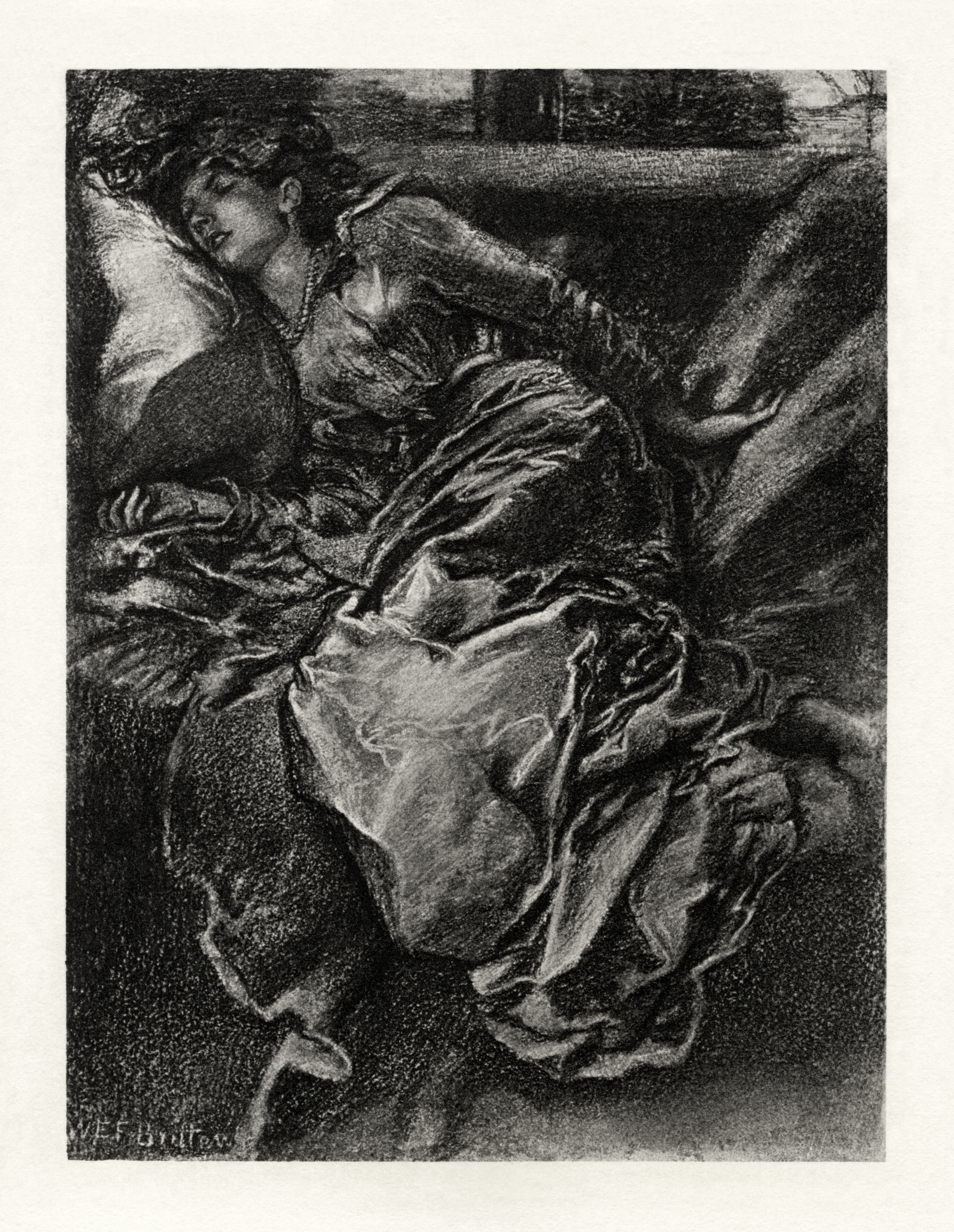
زیبای خفته
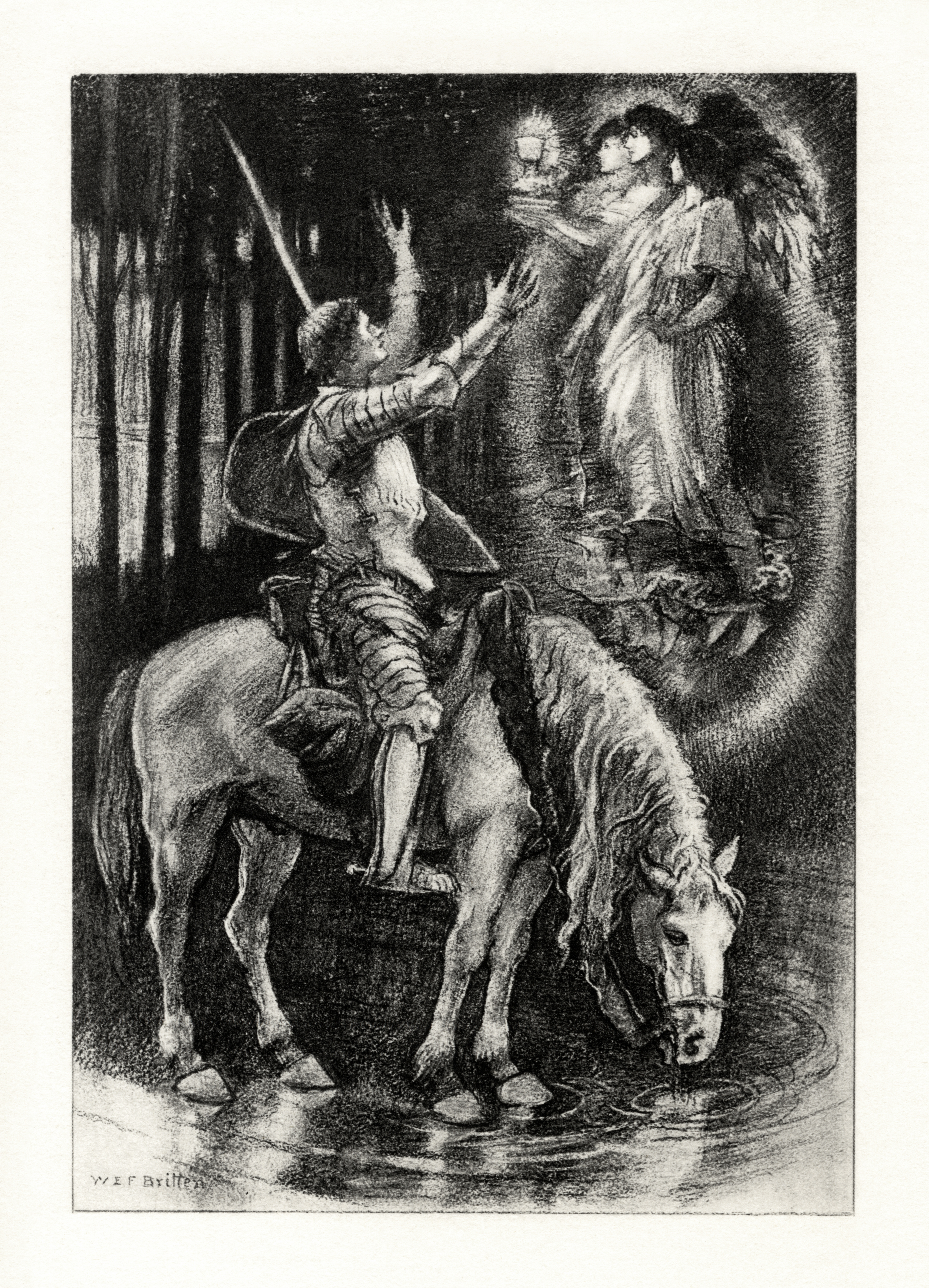
سر گالاد
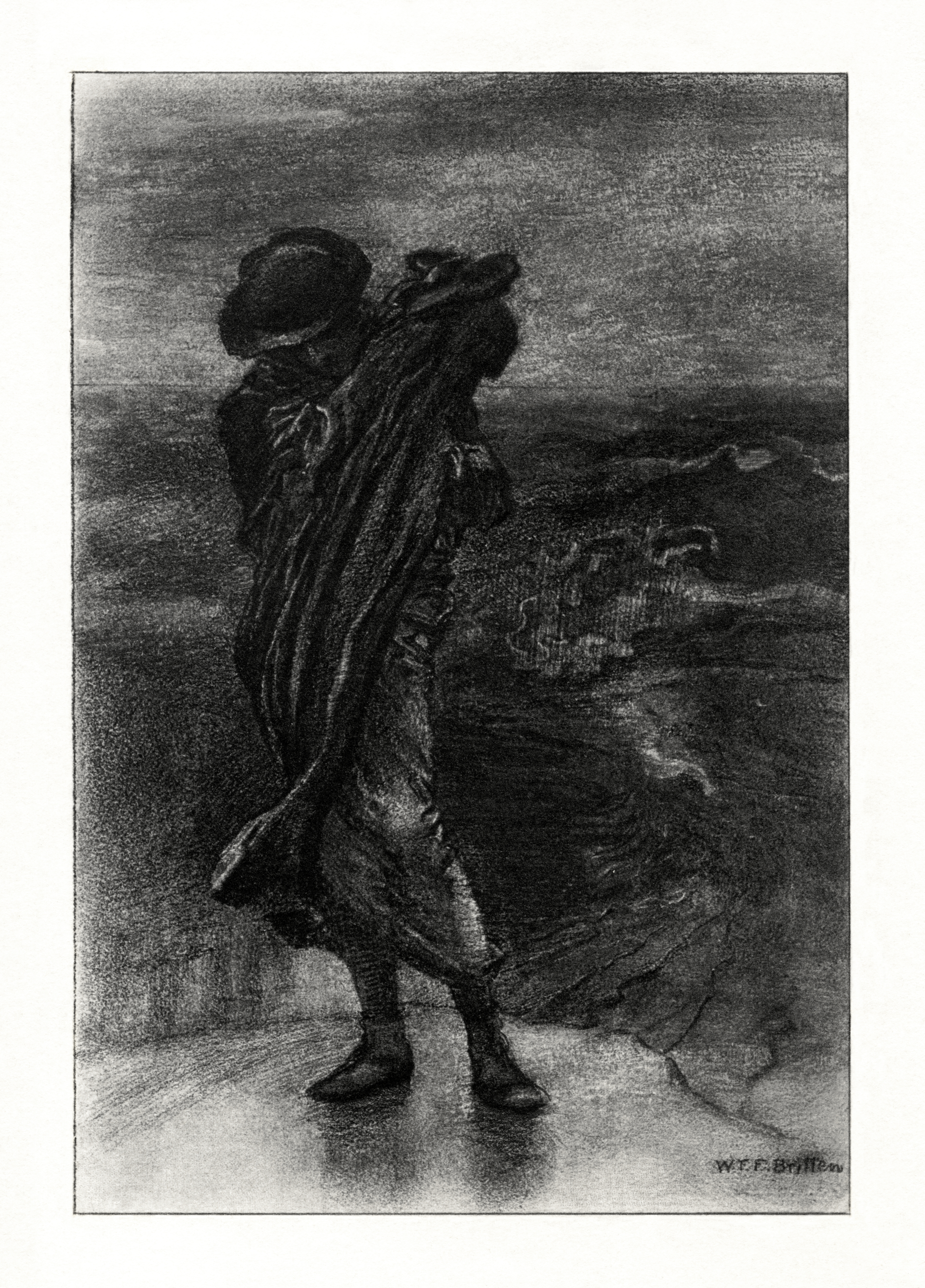
بشکن بشکن بشکن